# Суман, Наджие
Наджие́ Сума́н, также известна как мада́м Наджие́ и Наджие́-ханым (тур. Naciye Suman; 23 апреля 1881, Ускюб — 23 июля 1973, Анкара) — первая профессиональная женщина-фотограф Турции.

## Биография
Суман родилась в 1881 году в османском Скопье в семье офицера Салих-бея. В 1903 году она вышла замуж за офицера Исмаила Хакки-бея, от которого она родила троих детей. Её сын Нусрет Суман стал известным скульптором. Из-за балканских войн в 1912—1913 годах семье пришлось бежать в Анатолию. Семья поселилась в Стамбуле, а друг помог им переехать в Вену. Там Суман познакомилась с новой технологией фотографирования. Однако уже в 1914 году её муж был вынужден вернуться в Турцию, за ним вернулась и вся семья, включая мать и бабушку Исмаила Хакки-бея и троих слуг. Они поселились в особняке Саитпаша в Йылдызе в стамбульском районе Бешикташ. Суман захватила приобретённое в Вене фотооборудование и оборудовала у себя на чердаке небольшую фотостудию.
Во время Первой мировой войны муж Суман служил на фронте. Во время турецкой войны за независимость семья стала испытывать финансовые трудности. В 1919 году Суман собралась продать фамильное серебро, чтобы прокормить семью, но потом решила открыть фотоателье. Она повесила на доме большую табличку с надписью «Türk Hanımlar Fotoğrafhanesi — Naciye» («Турецкое женское фотоателье — Наджие»), и, таким образом, стала одной из первых мусульманских женщин-фотографов страны, что было необычным, поскольку в то время женщины редко работали. Вскоре у Суман было множество клиенток, которые хотели отправить мужьям на фронт свои фотографии. В 1921 году она отказалась от особняка и переехала в меньшую квартиру, переместив фотостудию в другое место. Фотостудия была вновь открыта под названием «Kadınlar Dünyası» (примерный перевод: «Мир женщин») — название в честь ведущего женского журнала того времени.
Помимо портретов и свадебных фотографий Суман также читала лекции о фотографии во дворце султана Мехмеда V. После окончания войны она рассталась с мужем и стала жить за счёт доходов от своего фотоателье. Как представительница турецких коммунистов выступала на 1-м Съезде народов Востока в Баку с докладом о положении женщин и женском движении в Турции. В 1930 году она стала бабушкой, после чего решила оставить бизнес и переехать с дочерью в Анкару. В 1934 году турецкое правительство приняло закон, что все граждане должны носить фамилию. Наджие-ханым решила взять фамилию Суман.
Суман умерла в 1973 году в Анкаре. Долгое время её фотографии считались утраченными. Но коллекционеру и писательнице Гюлдерен Бёлюк удалось подтвердить авторство Суман для шести открыток с печатью её студии.